# Pippacirama
Pippacirama is een geslacht van kreeftachtigen uit de klasse van de Malacostraca (hogere kreeftachtigen).

## Soort
- Pippacirama tuberculosa (H. Milne Edwards, 1834)